# Adam Sandler
Adam Richard Sandler (Brooklyn, Nova York, 9 de setembre de 1966) és un actor, comediant, guionista, músic i productor de pel·lícules estatunidenc. Després d'actuar a Saturday Night Live, Sandler va protagonitzar diverses pel·lícules de Hollywood que van ingressar més de dos mil milions de dòlars en taquilla. És conegut pels seus papers còmics, com els de les pel·lícules Billy Madison (1995), Happy Gilmore (1996), The Waterboy (1998), Big Daddy (1999) i Mr. Deeds (2002), tot i que també ha interpretat papers dramàtics. El 1999, Sandler va fundar Happy Madison, una companyia de producció de televisió i pel·lícules que ha produït nombroses pel·lícules i va desenvolupar la sèrie de televisió del 2007 Rules of Engagement.

## Biografia

### Joventut i formació
Nascut en una família jueva del barri de Brooklyn a Nova York, Adam Richard Sandler és fill de Judy, ensenyant d'escola maternal, i de Stanley Sandler, enginyer elèctric, (1935 - 2003), descendent d'immigrants jueus de Rússia.
Amb cinc anys, la seva família es trasllada a Manchester, Nou Hampshire, on és escolaritzat al Penetral High School. Durant la seva adolescència, era membre de la BBYO, un moviment juvenil jueu per a estudiants adolescents. Es descobreix ser un còmic natural i alimenta el seu talent durant la seva escolaritat a la Universitat de Nova York, efectuant regularment números als clubs o cafè-teatre i sobre els campus. Obtindrà un diploma en belles arts l'any 1988.
Més tard a la seva carrera, sovint cridarà els seus records més antics per als seus esquetxos i els seus films. Així, la cançó Lunchlady Land és dedicada a Emalee, dama que ha cuinat i servit al Hayden Dining Hall a la Universitat de Nova York. Altre exemple: a la comèdia Click, Sandler va al llac Winnipesaukee, el més gran llac del New Hampshire, on va anar al campus d'estiu.

### Començaments d'actor i revelació perSaturday Night Live(1987-1995)
L'any 1987 comença a la televisió escrivint i interpretant papers variats en un concurs de televisió, Remote Control, difós per MTV, abans d'obtenir l'any 1988 un petit paper - el de Smitty, l'amic de Theo Huxtable - a la sèrie The Cosby Show, que fa durant quatre episodis (Smitty - temporada 4 - episodis: 11, 12, 16, 23).
L'any 1989, roda el seu primer film de baix pressupost (200.000 dòlars) en un creuer que va de Nova Orleans a Cancun per a un concurs de Miss Univers, Going Overboard, en el qual encarna el paper principal i participa en l'escriptura del guió, que passa francament desapercebut.
Descobert en un club de comèdia per Dennis Miller, Sandler va a Los Angeles recomanat per Miller a Lorne Michaels, productor de l'emissió humorística Saturday Night Live, difós per la NBC. Contractat com a guionista del Saturday Night Live l'any 1990, esdevé també a partir del 2 de febrer de 1991 - després d'algunes aparicions - membre del casting del show convertint-se en estrella al costat de Mike Myers, Chris Rock i Rob Schneider
Amb aquest últim, elabora cançons humorístiques com The Chanukah Song que tenen èxit. Serà nominat tres anys consecutius als premis Emmy en la categoria Millor equip de guionistes a una emissió musical o de varietats. L'any 1995, anuncia al Tonight Show que ell i Chris Farley han estat acomiadat del Saturday Night Live'.
Mentrestant, s'imposa com una star de l'humor. Publica tres àlbums d'estudi sota l'etiqueta Warner Music Group, They're All Gonna Laugh At You (1994), What The Hell Happened To Me ! !, que conté la versió de The Chanukah Song i What's Your Name? (1995), que resulten ser èxits comercials i una nominació als premis Grammy per a They're All Gonna Laugh At You en la categoria millor àlbum de comèdia.

### Èxit comercial al cinema (1995-1999)
Pel que fa al cinema, després de Going Overboard i algunes aparicions al cinema mal rebudes per la crítica - (Shakes the Clown, Coneheads i Un dia de bojos, remake de Quin Nadal!) -, obté el seu primer paper principal amb la comèdia Radio Rebels, l'any 1994, compartint protagonisme amb Steve Buscemi i Brendan Fraser. Encara que no va obtenir èxit de públic i crítica, obté l'estatus de pel·lícula de culte per part dels fans de rock i de metal.
El 2 de febrer de 1995 coneix el seu primer gran èxit comercial al cinema, amb Billy Madison, del qual és també el coguionista. Interpreta el paper del títol del film història d'un benedicti que torna a l'escola per heretar l'imperi del seu pare. El llargmetratge funciona moderadament en sales, però obté un èxit al mercat del vídeo i una nominació als Premis MTV Movie en la categoria millor actuació còmica. És despatxat de SNL al mesos següents. Però es perfila un altre èxit:
El 2 de febrer de 1996 Sandler obté el seu primer èxit de crítica i públic amb Happy Gilmore, per al qual escriu el guió. Informant 41 milions de dòlars de recaptacions mundials, dels quals 38 milions als Estats Units, per a un pressupost estimat a 10 milions de dòlars, el film el situa com a actor a seguir. Nomenat als premis MTV Movie de la millor actuació còmica, li val igualment la primera de les sis nominacions en els Premi Golden Raspberry a la categoria pitjor actor.
Encadena els èxits al box-office amb Waterboy, que és a més el seu primer gran èxit comercial, Wedding Singer, que té igualment un cert èxit de critica, i Un pare genial, oficiant igualment com a productor i guionista. Produeix igualment altres comèdies, com les que posa de protagonista el seu amic Rob Schneider.

### Confirmació comercial i experiències dramàtiques (anys 2000)

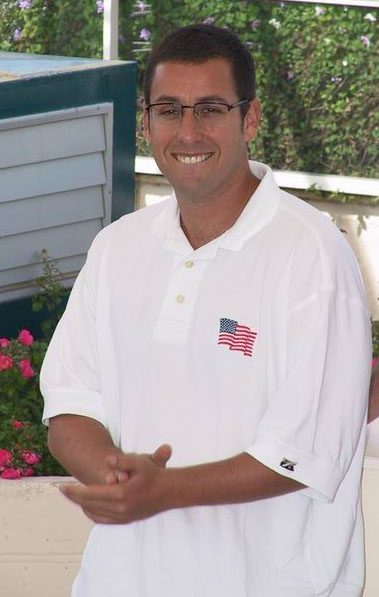
Adam Sandler, en la sessió de fotos del Festival Internacional de Cinema de Canes per a Punch-Drunk Love, l'any 2002

L'any 2000, després haver creat la seva productora « Happy Madison Productions », el nom de la qual està inspirat en. Els films Happy Gilmore i Billy Madison, encarna el paper títol d'una nova comèdia infantil, Little Nicky, però que obté aquesta vegada un resultat decebedor al box-office. L'actor decideix doncs aventurar-se en un registre més dramàtic.
L'any 2002, després de dues aparicions en l'efímera sèrie còmica Undeclared, creada pel seu amic Judd Apatow, té el paper del títol de la comèdia dramàtica Mr. Deeds, remake de Mr. Deeds goes to Town Si l'actor troba l'èxit comercial, les critiques són prou negatives. A més, l'actor és nominat als premis Razzie Awards en la categoria pitjor actor. Segueix una aparició com a jugador de bongo a la comèdia The Hot Chick, amb Rob Schneider, que produeix via la seva productora.
És el primer paper del film romàntic Punch-Drunk Love qui li permet verdaderament redimir-se. En aquest film dramàtic del cineasta Paul Thomas Anderson, encarna un home tímid que troba l'amor. Encara que el film no va tenir l'èxit comercial esperat, el film va ser aclamat per la critica, i l'actor és per primera vegada nominat als Premis Globus d'Or en la categoria millor actor.
L'actor intenta a continuació tornar cap a un cinema comercial més respectable: en principi amb la comèdia Anger Management, dirigida per Peter Segal, qui li permet treballar amb l'actor Jack Nicholson. A continuació roda una comèdia romàntica amb Drew Barrymore, 50 first Dates, sempre dirigida per Segal i sota la seva pròpia supervisió com a productor executiu. El primer film informa 133,8 milions de dòlars i el segon 120. Finalment, va concloure l'any 2004 amb un projecte més ambiciós, la comèdia dramàtica Spanglish, dirigida per James L. Brooks. Si el projecte li permet rebre crítiques superiors a les dues comèdies, el box-office s'atura en 42,1 milions.
Quan no roda, grava altres dos àlbums, com Shhh...Don't Tell (2004), que inclou Stan the Man, homenatge al seu pare, mort l'any 2003.
L'any 2005, l'actor comparteix el cartell de la comèdia The Longest Yard, remake de The Longest Yard, amb una altra estrella de l'humor americà, Chris Rock. El box-office és excel·lent, amb 175 milions de dòlars. Enllaça l'any 2006 amb la comèdia de ciència-ficció Click, dirigida per Frank Coraci. La seva dona és interpretada per la sex-symbol anglesa Kate Beckinsale. Un altre èxit comercial, amb 137 milions de dòlars.

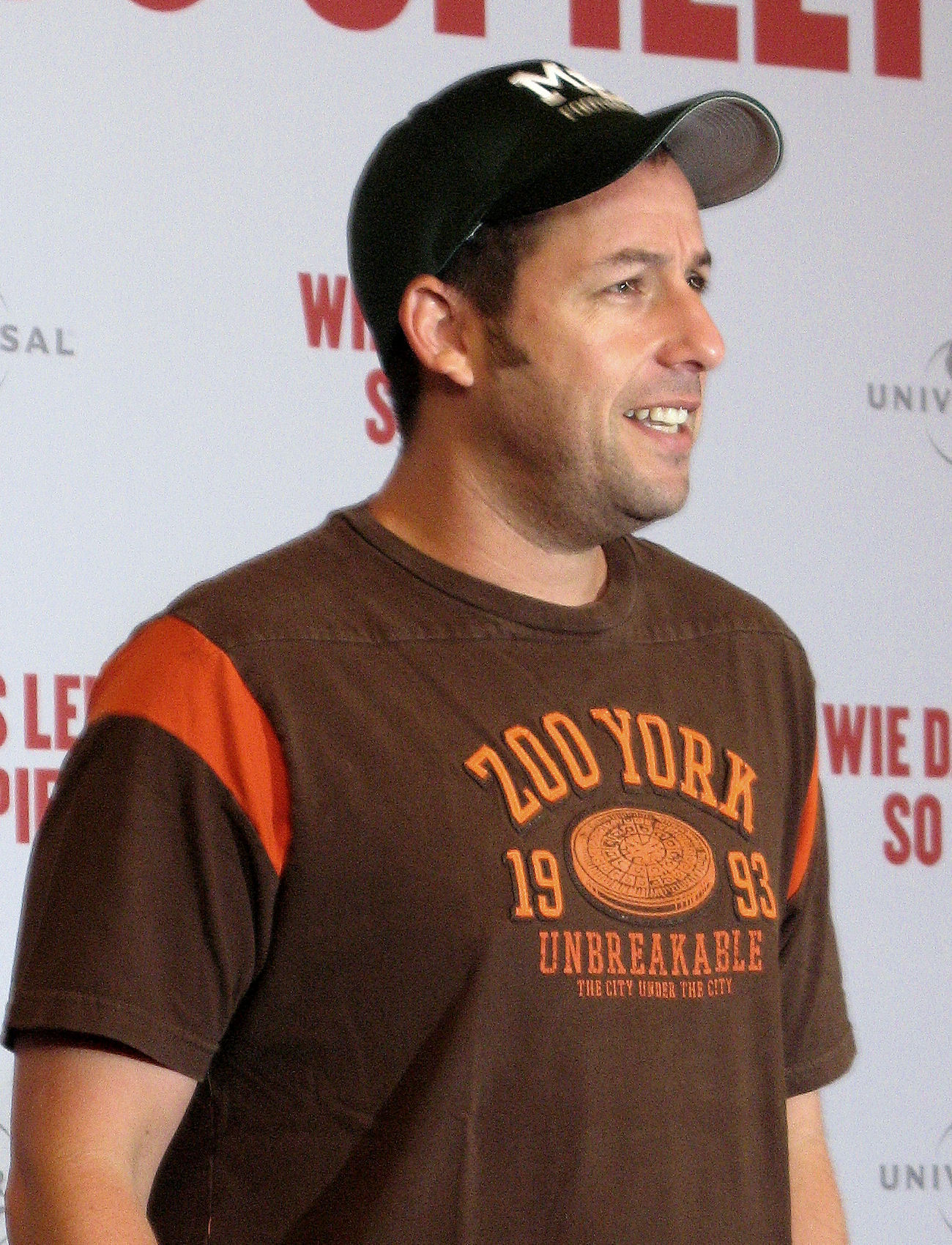
Adam Sandler en l'estrena del film Funny People a Berlín l'any 2009.

L'any 2007 li permet fer una gran separació artística: lliura en març el seu segon drama, amb En algun racó de la memòria, on encarna un home destruït per la pèrdua de la seva família en els Atemptats de l'11 de setembre de 2001. No és un paper habitual, enfront de l'actor Don Cheadle. Els critiques són positives, però el box-office no supera els 20 milions. I el juliol del 2007, torna cap a un cinema verdaderament infantil amb I Now Pronounce You Chuck and Larry, una comèdia paròdica sobre el matrimoni gay, amb un altre humorista descobert per la televisió, Kevin James. Les crítiques són catastròfiques, però l'actor informa 119 milions de dòlars.
L'any 2008, té el primer paper de la sàtira You Don't Mess with the Zohan, coproduïda pel seu amic Judd Apatow, a continuació a finals d'any, porta un film per a nens produït pels productors Disney, Bedtime Stories. Els dos films són èxits comercials, sense seduir la majoria dels crítics.
L'any 2009, l'actor torna cap a un paper verdaderament dramàtic, sota la direcció del seu amic de sempre, el director, guionista i productor Judd Apatow, qui li confia el paper de l'humorista egocèntric George Simmons a Funny People. L'actor comparteix protagonisme amb un valor a l'alça de la comèdia americana, Seth Rogen, però també Leslie Mann (que retroba després de Big Daddy). Eric Bana, Jonah Hill i Jason Schwartzman completen el càsting. Encara que els crítics l'enalteixen, el film no obté l'èxit comercial esperat. Els anys 2010 seran doncs de retorn a la comèdia iinfantilnfantil.

### Retorn a les comèdies infantils (anys 2010)

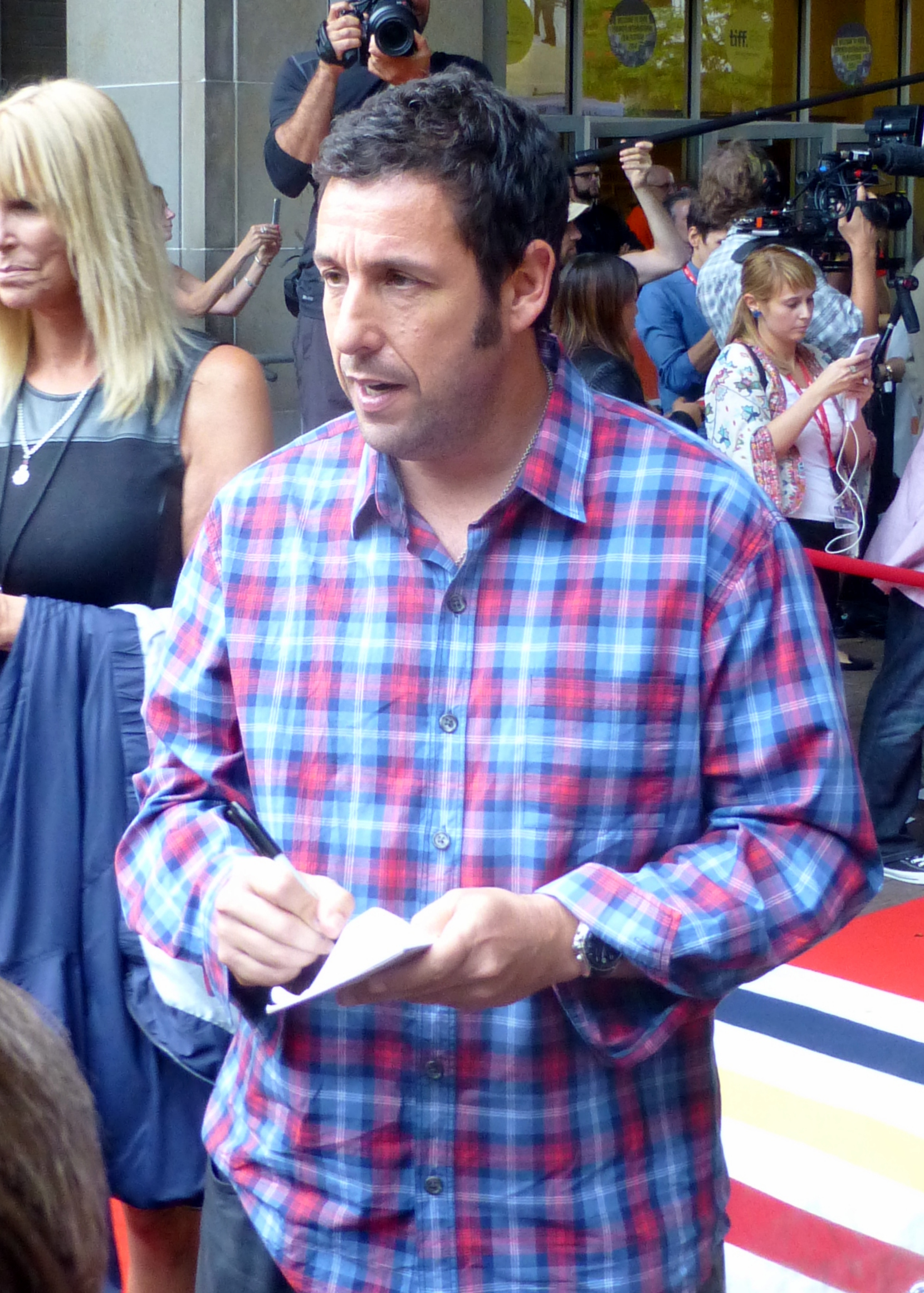
L'actor al Festival Internacional del Film de Toronto 2014, a l'estrena de Men, Women and Children.

L'any 2010, és al cartell de Grown Ups, en el qual retroba per al cap de setmana del 4 de juliol els seus tres amics d'infantesa: interpretats per Rob Schneider, Chris Rock i Kevin James. Va ser l'èxit comercial més gran de l'actor, informant 162 milions de dòlars. Les crítiques són catastròfiques.
L'any 2011, torna cap a la comèdia romàntica com a cap de cartell de Segueix-me el rotllo envoltat aquesta vegada de Jennifer Aniston i de Brooklyn Decker. La seva pròpia dona, Jackie Sandler, fa una breu aparició al film. 103,1 milions de dòlars. Aquell mateix any, defensa també una comèdia en la qual interpreta el doble paper del títol, masculí i femení, En Jack i la seva germana bessona, dirigida per Dennis Dugan. Les pitjors crítiques de la seva carrera, i un box-office a la baixa no impedeixen continuar amb - el 2012, Crazy Dad de Sean Anders i John Morris - l'any 2013, la continuació Grown Ups 2, de Dennis Dugan - l'any 2014 la romàntica Junts i barrejats, de Frank Coraci, que li permet de trobar Drew Barrymore, que és un èxit al box-office obtenint 121 milions de dòlars de recaptacions mundials. El mateix any, forma part del càsting coral del drama Men, Women and Children, de Jason Reitman. Un fracàs de crítica i comercial.
Signa llavors un contracte amb la plataforma Netflix, per a produir-los quatre films en exclusivitat, amb ell com a cap de cartell. Així, l'any 2014, mentre que la comèdia dramàtica The Cobbler, de Tom McCarthy, és un fracàs en sales, desenvolupa diversos projectes: l'any 2015 surt en principi la paròdia The Ridiculous 6, dirigida per Frank Coraci; l'any 2016 la comèdia d'acció The Do-Over, de Steven Brill; l'any 2017 actua a la comèdia romàntica Sandy Wexler, també de Steven Brill.
Paral·lelament, lliura el seu primer blockbuster a les sales de cinema: la comèdia d'acció i fantàstica per a nens Pixels, de Chris Columbus. Participa activament al guió, però és un fracàs de crític i comercial.
A mitjans de 2017, sorprèn formant part del repartiment reunida pel cineasta novaiorquès independent Noah Baumbach, per a The Meyerowitz Stories. El film va ser presentat al Festival de Canes 2017, i surt exclusivament sobre Netflix. L'actor signa d'altra banda un nou acord amb Netflix per a produir-los quatre films.
El primer d'aquests quatre nous films és una comèdia dramàtica: Matrimoni a Long Island que va reunir Sandler i Chris Rock en el paper de dos homes a la cinquantena que comparteixen cotxe per anar al matrimoni dels seus fills respectius.

### Vida privada

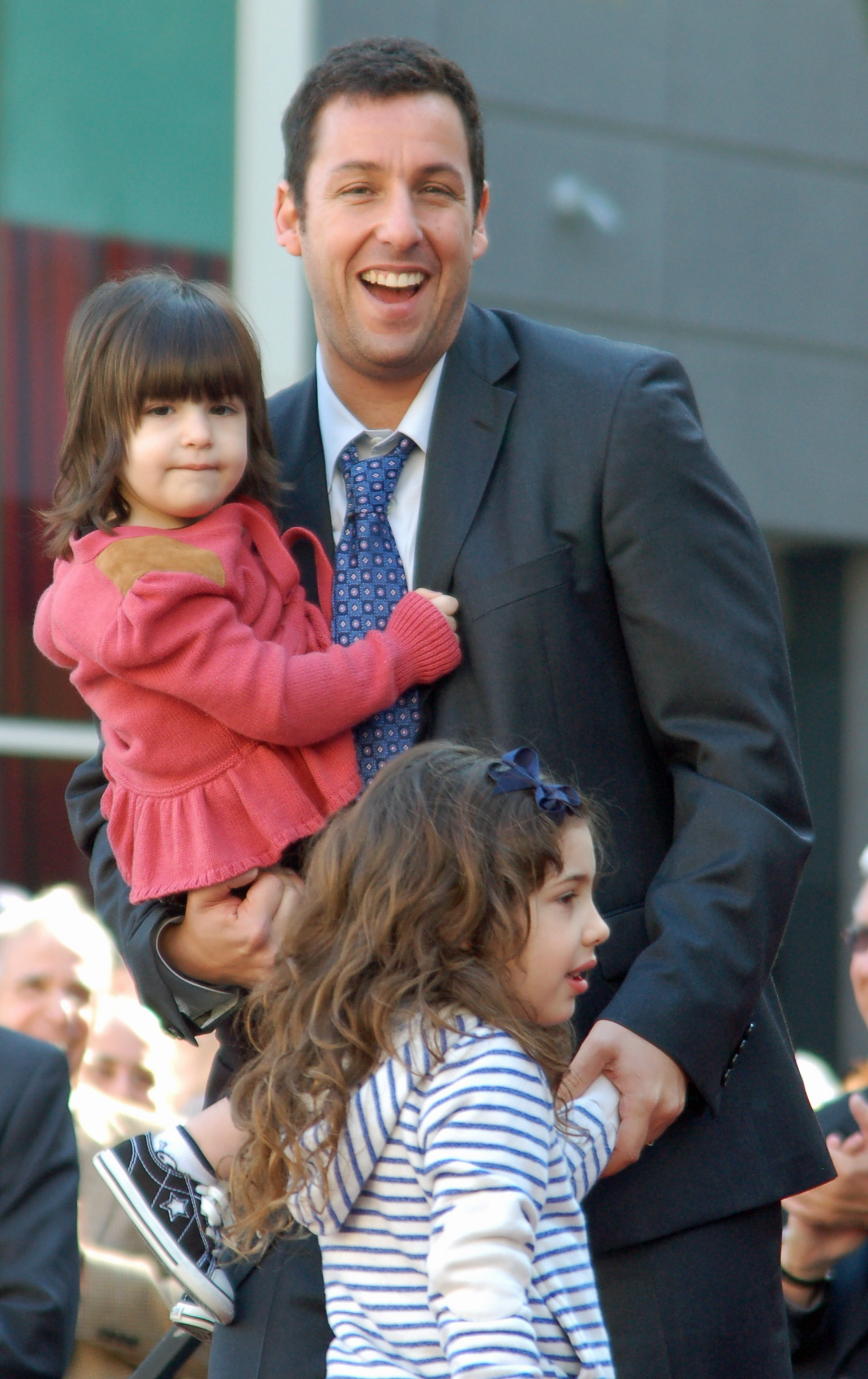
Amb les seves dues filles, Sunny i Sadie, el febrer 2011, en la recepció de la seva estrella en el Hollywood Walk of Fame.

Adam Sandler es va casar el 22 de juny de 2003 amb Jackie Titone. Han tingut dues filles: Sadie Madison Sandler, nascuda el 6 de maig de 2006, i Sunny Madeline Sandler, nascuda el 2 de novembre de 2008. Sent també artista, ha fet aparicions als films d'Adam, com a Un pare genial, Little Nicky, Els 8 boges nits d'Adam Sandler, 50 First Dates, I Now Pronounce You Chuck and Larry, You Don't Mess with the Zohan, Bedtime Stories, Just go with it…

### Col·laboradors
Adam Sandler s'envolta regularment mateixos col·laboradors: Allen Covert, Rob Schneider, Jackie Sandler, Nick Swardson, Dennis Dugan, Steve Buscemi…

## Filmografia

### Com a actor

#### Cinema
- 1989: Going overboard de Valerie Breiman: Schecky Moskowitz
- 1991: Shakes the Clown de Bob Goldthwait: Dink the Clown (cameo)
- 1993: Coneheads de Steve Barron: Carmine (cameo)
- 1994: Airheads de Michael Lehmann: Pip
- 1994: Un dia de bojos (Mixed Nuts) de Nora Ephron: Louie
- 1995: Billy Madison de Tamra Davis: Billy Madison
- 1996: Happy Gilmore de Dennis Dugan: Happy Gilmore
- 1996: Bulletproof d'Ernest R. Dickerson: Archie Moses
- 1998: The Wedding Singer de Frank Coraci: Robbie Hart
- 1998: Feina bruta de Bob Saget: Satanàs (cameo no surt als crèdits )
- 1998: The Waterboy de Frank Coraci: Robert 'Bobby'
- 1999: Un pare genial (Big Daddy) de Dennis Dugan: Sonny Koufax
- 1999: Deuce Bigalow: European Gigolo de Mike Bigelow: Javier Sandooski (cameo)
- 2000: Little Nicky de Steven Brill: Nicky
- 2001: The Animal de Luke Greenfield: Townie (cameo)
- 2002: The Hot Chick de Tom Brady: el jugador de bongo (cameo no surt als crèdits)
- 2002: Punch-Drunk Love de Paul Thomas Anderson: Barry Egan
- 2002: Mr. Deeds de Steven Brill: Longfellow Deeds
- 2002: Eight Crazy Nights de Seth Kearsley: Davey, Whitey, Eleanore i Deer (veu)
- 2002: A Day with the Meatball de Nicholaus Goossen: ell mateix (curt)
- 2003: Blossoms and Blood de Paul Thomas Anderson: Barry Egan (telefilm)
- 2003: Executiu agressiu (Anger Management) de Peter Segal: Dave Buznik
- 2003: Pauly Shore Is Dead de Pauly Shore: ell mateix
- 2003: Stupidity d'Albert Nerenberg: ell mateix (documental)
- 2004: 50 primeres cites (50 First Dates) de Peter Segal: Henry Roth
- 2004: Spanglish de James L. Brooks: John Clasky
- 2005: El clan dels trencalossos (The Longest Yard) de Peter Segal: Paul Crewe
- 2006: Click de Frank Coraci: Michael Newman
- 2007: En algun racó de la memòria (Reign Over Me) de Mike Binder: Charlie Fineman
- 2007: I Now Pronounce You Chuck and Larry de Dennis Dugan: Chuck Levine
- 2008: You Don't Mess with the Zohan d'Adam Shankman: Skeeter Bronson
- 2009: Funny People de Judd Apatow: George Simmons
- 2009: Finding Sandler de David Seth Cohen i Tony Grazia: ell mateix (documental)
- 2010: Grown Ups de Dennis Dugan: Lenny Feder
- 2011: Segueix-me el rotllo (Just Go with It) de Dennis Dugan: Dr. Danny Maccabee
- 2011: The Zookeeper de Frank Coraci: el mico (veu original)
- 2012: En Jack i la seva germana bessona de Dennis Dugan: Jack / Jill Sadelstein
- 2012: Crazy Dad de Sean Anders i John Morris: Donny
- 2012: Hotel Transylvanie de Genndy Tartakovsky: Dracula (veu original)
- 2013: Grown Ups 2 de Dennis Dugan: Lenny Feder
- 2014: Junts i barrejats (Blended) de Frank Coraci: Jim Friedman
- 2014: Top Five de Chris Rock: ell mateix
- 2014: Men, Women & Children de Jason Reitman: Don Truby
- 2014: The Cobbler de Thomas McCarthy: Max Simkin
- 2015: Pixels de Chris Columbus: Sam Brenner (igualment coproductor i coguionista)
- 2015: Hotel Transylvanie 2 de Genndy Tartakovsky: Dracula (veu original)
- 2015: The Ridiculous 6 de Frank Coraci: Tommy
- 2016: "The Do-Over  de Steven Brill: Max
- 2017: Sandy Wexler de Steven Brill: Sandy Wexler
- 2017: The Meyerowitz Stories  de Noah Baumbach: Danny Meyerowitz
- 2017: Puppy!: Dracula (veu original, curt d'animació)
- 2018: Hotel Transylvanie 3: Dracula (veu original)
- 2018: Matrimoni a Long Island de Robert Smigel: Kenny
- 2019: Uncut Gems de Josh i Benny Safdie: Howard Ratner

#### Sèries de televisió
- 1987: Cosby Show: Smitty (temporada 4, episodis 11, 12, 16 i 23)
- 1990: The Marshall Chronicles: Usher (temporada 1, episodi 5)
- 1990-1995: Saturday Night Live: diversos papers (88 episodis)
- 1990: ABC Afterschool Specials: Drug Dealer (temporada 19, episodi 2)
- 1993: The Larry Sanders Show: ell mateix (temporada 2, episodi 13)
- 2001: Els anys campus: ell mateix (temporada 1, episodi 5)
- 2007: The King of Queens: Jeff « The Beast » Sussman (temporada 9, episodi 9 - no surt als crèdits)
- 2013: Jessie: ell mateix (temporada 2, episodi 20)
- 2014: Brooklyn Nine-Nine: ell mateix (temporada 1, episodi 15)

#### Telefilms
- 1996: Adam Sandler: What the Hell Happened to Me? de Keith Truesdell: ell mateix
- 1998: Late Night with Conan O'Brien: 5th Anniversary Special de Liz Plonka: Crank caller
- 2001: Wild Desk Ride: ell mateix / Panelist
- 2003: Couch de Paul Thomas Anderson: Testimoni
- 2003: Night of Too Many Stars de John Fortenberry: ell mateix
- 2006: Like Father, Like Sunday de Kabir Akhtar: ell mateix

### Com a productor
- 1996: Adam Sandler: What the Hell Happened to Me? de Keith Truesdell (TV)
- 1998: The Waterboy de Frank Coraci
- 1999: Deuce Bigalow: Male Gigolo de Mike Mitchell
- 1999: Un pare genial (Big Daddy) de Dennis Dugan
- 2000: Little Nicky de Steven Brill
- 2001: The Animal de Luke Greenfield
- 2001: Joe Dirt de Dennie Gordon
- 2002: Mr. Deeds de Steven Brill
- 2002: The Master of Disguise de Perry Andelin Blake
- 2002: Eight Crazy Nights de Seth Kearsley
- 2002: The Hot Chick de Tom Brady
- 2003: The Maigr (sèrie de televisió)
- 2003: Executiu agressiu (Anger Management) de Peter Segal
- 2003: Dickie Roberts: Former Child Star: ex-nen star (Dickie Roberts: Formar Child Star) de Sam Weisman
- 2004: The Dana and Julia Show (TV)
- 2005: Todd's Coma (TV)
- 2005: The Longest Yard de Peter Segal
- 2005: Deuce Bigalow: European Gigolo de Mike Bigelow
- 2006: Gay Robot de Tom Gianas (TV)
- 2006: Grandma's Boy de Nicholaus Goossen
- 2006: The Benchwarmers de Dennis Dugan
- 2006: Click de Frank Coraci
- 2007: Lliçons sobre el matrimoni (sèrie de televisió)
- 2007: I Now Pronounce You Chuck and Larry de Dennis Dugan
- 2007: Strange Wilderness de Fred Wolf
- 2008: You Don't Mess with the Zohan de Dennis Dugan
- 2008: The House Bunny de Fred Wolf
- 2008: Bedtime Stories d'Adam Shankman
- 2009: Paul Blart: Mall Cop de Steve Carr
- 2009: The Shortcut de Nicholaus Goossen
- 2010: Grown Ups de Dennis Dugan
- 2010: Born to Be a Star de Tom Brady
- 2010: The Zookeeper de Frank Coraci
- 2015: Pixels de Chris Columbus
- 2015: The Ridiculous 6  de Frank Coraci
- 2016: The Do-Over  de Steven Brill

### Com guionista
- 1987: Remote Control (sèrie de televisió)
- 1995: Billy Madison
- 1996: Adam Sandler: What the Hell Happened to Me? (TV)
- 1996: Happy Gilmore
- 1998: The Waterboy
- 1999: Un pare genial
- 2000: Little Nicky
- 2002: Els 8 boges nits d'Adam Sandler
- 2008: You Don't Mess with the Zohan
- 2010: Grown Ups
- 2015: Pixels
- 2015: The Ridiculous 6
- 2016: The Do-Over

### Com compositor
- 1995: Billy Madison
- 1996: Adam Sandler: What the Hell Happened to Me? (TV)

## Premis i nominacions

### Nominacions
- 1991. Primetime Emmy al millor guió en programa musical o de varietats per Saturday Night Live
- 1992. Primetime Emmy al millor guió en programa musical o de varietats per Saturday Night Live
- 1993. Primetime Emmy al millor guió en programa musical o de varietats per Saturday Night Live
- 2003. Globus d'Or al millor actor musical o còmic per Punch-Drunk Love